# Воды поднимаются
«Воды поднимаются» — советский художественный фильм, снятый на студии «Арменфильм» в 1962 году.

## Сюжет
Председатель колхоза Арев не верит в колхозников, не считается с их мнением, полагая, что все они лентяи. С ней пытается бороться секретарь парткома, но он молод и недостаточно опытен. Его поддерживают новый заведующий животноводческой фермой и все колхозники.

## В ролях
- Армен Джигарханян — Норайр Мелойян
- Лейла Киракосян — Анаит
- Ашот Каджворян — Берегам
- Верджалуйс Мириджанян — Ашхен
- Метаксия Симонян — Арев
- В. Оганджанян — Амо
- Ори Буниатян — Варжапет Мелонц
- Маргарита Карапетян — Эрикназ